# ویسوکه پوپوویتسه
ویسوکه پوپوویتسه (به لاتین: Vysoké Popovice) یک منطقهٔ مسکونی در جمهوری چک است که در شهرستان برنو-ونکوو واقع شده‌است. ویسوکه پوپوویتسه ۳٫۸۹ کیلومتر مربع مساحت و ۶۳۳ نفر جمعیت دارد و ۴۵۴ متر بالاتر از سطح دریا واقع شده‌است.